# Douglas Trumbull

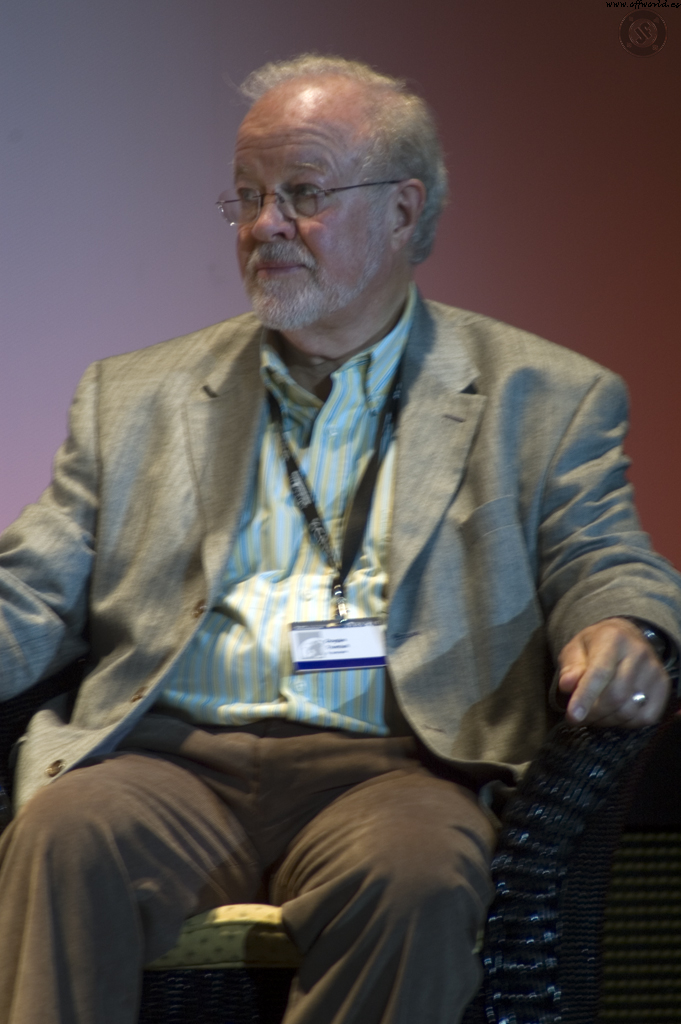
Douglas Trumbull in 2007

Douglas Huntley Trumbull (Los Angeles, 8 april 1942 – Albany (New York), 7 februari 2022) was een Amerikaans filmregisseur en -producent. Hij is echter vooral bekend als uitvinder en supervisor van visual effects in een groot aantal sciencefictionfilms als 2001: A Space Odyssey, Close Encounters of the Third Kind, Star Trek: The Motion Picture en Blade Runner.

## Via de Maan naar 2001
Douglas Trumbull werd in 1942 geboren als de zoon van Donald Trumbull, die de speciale effecten bedacht en uitvoerde voor films als The Wizard of Oz. Na zijn schooltijd, waarin hij al de aandacht had getrokken met zijn passie voor elektronica, ging hij werken voor Graphic Films in Los Angeles. Graphic Films was een klein filmbedrijf, gespecialiseerd in animaties. Trumbull werkte mee aan de speciale effecten voor de korte film To the Moon and Beyond van Con Pederson. De film werd gemaakt voor de Worlds Fair van 1964 en ging over het Amerikaanse Apolloproject om de Maan te bereiken. Regisseur Stanley Kubrick zag de film en haalde Con Pederson over om voor hem te komen werken aan een sciencefictionfilm 2001: A Space Odyssey. Trumbull die van Pederson over de film hoorde, wilde graag ook meewerken en kreeg het telefoonnummer van Kubrick. Na een kort gesprek met Kubrick werd ook Trumbull aangenomen. Drie jaar lang zou Trumbull betrokken zijn bij de animaties en andere speciale effecten voor 2001. Hij ontwierp de speciale animaties die te zien zijn op de schermen van de maanshuttle en later op het ruimteschip Discovery. Later kreeg Trumbull meer verantwoordelijkheden en carte blanche van Kubrick voor andere effecten. Hij werkte maanden aan een animatie van de ringen voor Saturnus, maar kreeg de effecten niet rond omdat de technische mogelijkheden nog niet beschikbaar waren. Kubrick verving Saturnus voor Jupiter en Trumbull gebruikte zijn Saturnusproject later voor Silent Running. Veel eer legde hij verder in met zijn ontwerpen voor de 'star gate'. Hoewel Kubrick veel vrijheid gaf aan zijn speciale effectenmensen, bleef hij, tegenstrijdig, ook de perfectionist die zich overal mee bemoeide. Aan het einde van de opnamen had Trumbull zodanig genoeg van Kubricks perfectionisme dat hij zich voornam nooit meer voor een ander te werken. Ondanks de wrijvingen tussen hem en Kubrick bleef Trumbull de regisseur van 2001 zien als een groot genie.

## Een onervaren filmmaker
Trumbull hield woord en begon na de opnamen van 2001 zijn eigen bedrijf. Nog jong en onervaren maakte hij een onvoorzichtige offerte voor het maken van de speciale effecten van The Andromeda Strain. Hij had geen idee van de kosten, en zijn bedrijf ging bijna failliet. Samen met zijn assistent James Shourt was Trumbull verantwoordelijk voor de scènes waarop het Andromeda-organisme is te zien onder een microscoop en de beelden van de computerschermen. Voor het laatste gebruikte hij de technieken die hij had gebruikt voor de schermen in 2001. Trumbull werd geprezen voor zijn werk, maar zat financieel aan de grond. Een aanbod van Universal gaf hem weer nieuwe mogelijkheden. Na het gigantische succes van Easy Rider wilden de Amerikaanse filmstudio's jonge filmers een kans geven een film te maken zonder bemoeienis van de studio. Easy Rider was voor een luttel bedrag gemaakt door Peter Fonda en Dennis Hopper, en bracht miljoenen op. Ned Tanen, vicepresident van de Universal Studios had een het idee om een 'independent unit' (onafhankelijke eenheid) of IU op te richten bij Universal. Binnen de IU mocht een aantal jonge filmers hun gang gaan zolang de kosten per film maar niet hoger waren dan een miljoen dollar. Elke jonge regisseur kreeg de garantie dat hij zelf de eindmontage mocht doen. Trumbull diende het scenario in voor sciencefictionfilm Silent Running en mocht de film maken. Trumbull slaagde erin om Silent Running binnen het budget te maken. De film gaat over een astronaut die waakt over een de laatste wouden van de Aarde die zijn opgeslagen in gigantische koepels in de ruimte. Als hij te horen krijgt dat de wouden vernietigd moeten worden, komt hij in opstand en samen met enige robots probeert hij te vluchten. Trumbull gebruikte voor de film een zelf gemaakt model van het ruimteschip. Dit model was 8 meter lang en gebouwd door onder andere John Dykstra. Het bestond uit onderdelen van zo'n 800 modelvliegtuigen en -tanks. Het werd het archetype voor ruimteschepen in films als Star Wars en Battlestar Galactica. Uiteindelijk werd Silent Running wel geprezen door de critici, maar geen groot succes in de bioscopen. Wel werd Douglas Trumbull gezien als een van Hollywoods aanstormende regietalenten.

## Terug naar de speciale effecten
Na zijn regiedebuut ging Trumbull echter weer terug naar af. Er waren wel nieuwe filmprojecten, maar het merendeel kwam niet verder dan de ideeënfase. Een project dat wel in de productie ging, werd kort daarop weer afgeblazen toen de investeerder zich terugtrok. Omdat hij niet van de lucht kon leven, ging Trumbull weer terug naar de speciale effecten. Hoewel zijn naam niet is terug te vinden op de aftiteling was hij onder andere verantwoordelijk voor de speciale effecten van The Towering Inferno uit 1974. Deze werkzaamheden verhinderden dat hij kon ingaan op het aanbod van George Lucas voor het uitvoeren van de speciale effecten van Star Wars. Wel werkte hij mee aan de effecten van Close Encounters of the Third Kind van regisseur Steven Spielberg. Zijn bijdragen aan deze film verhinderden dat Future General Corporation, het bedrijf van Trumbull, niet kon meewerken aan Star Trek: The Motion Picture. Trumbull was ook bezig met de ontwikkeling van Showscan een nieuwe filmprocedé gebaseerd op hoge snelheid en projectieafmetingen, dat zorgde voor een uitzonderlijk helder beeld. Toen echter begin 1979 bleek dat Robert Abel and Associates niet in staat was de speciale effecten voor Star Trek te maken, werd Trumbull nogmaals gevraagd. Het werd een uitputtingsslag want veel van het al het bestaande materiaal moest opnieuw worden gemaakt. Trumbull ergerde zich aan het in zijn ogen veel te simpele model van de USS Enterprise, zodat hij zich beperkt zag in de filmische mogelijkheden. Veel van de effecten die Trumbull voor ogen had, konden niet gemaakt worden omdat er simpelweg geen tijd voor was. Star Trek: The Motion Picture was een groot financieel succes. Recensenten vonden de film echter saai en oordeelden dat de speciale effecten duidelijk haastwerk waren.

## De laatste film van Nathalie Wood
Na de ervaringen met Star Trek had Trumbull andermaal zijn buik vol van het werken voor anderen. Maar hij kon de verleiding niet weerstaan toen Ridley Scott hem vroeg voor de speciale effecten van Blade Runner. Trumbull was een fan van Scotts film Alien en wilde graag met hem werken. Ook was het een bonus dat Blade Runner niet in de ruimte speelde. Trumbull had inmiddels schoon genoeg van ruimteschepen en achtergronden met sterren. Voor Blade Runner creëerde Trumbull het dystopische Los Angeles met bewegende reclameborden en het uiterlijk van een olieraffinaderij. Volgens afspraak gaf Trumbull halverwege de opnames het speciale effectenstokje over aan David Dryer, om als regisseur te gaan werken aan zijn tweede speelfilm Brainstorm. Dit was opnieuw een sciencefictionfilm, maar niet een film die in de toekomst en/of de ruimte speelde. Het verhaal gaat over twee geleerden die een apparaat ontwikkelen die de gevoelens en belevingen van een persoon kunnen vastleggen als hij of zij bijvoorbeeld eet of seks heeft, waarna anderen later alles kunnen afspelen om zelf die gevoelens te beleven. Met Brainstorm wilde Trumbull eindelijk zijn Showscanprocedé gebruiken. Maar de bioscoopexploitanten hadden geen zin om nieuwe apparatuur aan te schaffen die noodzakelijk was om de film af te spelen. Dus nam Trumbull alles op met normale filmapparatuur. Hij was bijna klaar met de opnamen toen zijn hoofdrolspeelster Natalie Wood tijdens een uitje op het water uit de boot viel en verdronk. MGM liet de productie onmiddellijk stilleggen en was van plan het verzekeringsgeld op te strijken voor een niet afgemaakte film. Maar Trumbull had vrijwel alle opnames met Wood gemaakt en wilde Brainstorm afmaken. Er volgde een fel juridisch gevecht en Trumbull kon de film pas twee jaar later afmaken. Ondertussen had hij alle krediet verspeeld bij MGM die de film in 1983 slechts beperkt uitbracht. Er werd nauwelijks promotie voor gemaakt, en ondanks goede kritieken werd het een flop aan de kassa. Trumbull kon zich later nog boos maken dat MGM Brainstorm voornamelijk uitbracht als 'de laatste film van Nathalie Wood'.

## Gedwongen rust en terugkeer
Trumbull had het inmiddels helemaal gehad met Hollywood. Hij trok zich terug uit de filmstad en vertrok naar de Berkshire Hills in Massachusetts. Hier legde hij zich toe op uitvindingen en nieuwe technologische ontwikkelingen voor de filmindustrie, tentoonstellingsindustrie en pretparken. Een van zijn prestaties was de Back to the Future Ride in het Universal Studios Theme Park. Twintig jaar was Trumbull actief met allerlei bedrijven die effecten ontwikkelden of op andere gebieden innovatief waren. Hij verdween uit de wereld van sterrendom en klatergoud totdat hij in 2010 weer terugkeerde. Vol afschuw over de olieramp in de Golf van Mexico plaatste hij een video op YouTube met een oplossing om het olielek in het BP-olieplatform af te dekken. Al snel vloog zijn naam over het internet en werd hij ook gezien door Terrence Malick, een fan van Trumbull. Malick was bezig met The Tree of Life en een fervent tegenstander van digitale animatie. Hij vroeg Trumbull of hij weer zo kon werken als in de dagen van 2001: A Space Odyssey. Trumbull hapte toe en werd adviseur van Dan Glass, de chef speciale effecten van The Tree of Life. Er werden weer oude technieken van stal gehaald, zoals het toevoegen van verf in watertanks of het filmen van chemische verbindingen in petrischaaltjes, en Trumbull was weer in zijn element. Na The Tree of Life vroeg regisseur James Cameron Trumbull om zijn Showscanprocedé te mogen gebruiken voor de tweede Avatarfilm in 3D. De successen van Cameron met Avatar maakten het mogelijk dat bioscopen in de VS na dertig jaar de nieuwe apparatuur gaan gebruiken die Showscan mogelijk moet maken.

## Prijzen en nominaties
Academy Awards
- 1993 - Academy Award voor Scientific and Technical Achievement voor het Showscanprocedé
- 1977 - Nominatie voor Beste Speciale Effecten voor Close Encounters of the Third Kind
- 1979 - Nominatie voor Beste Speciale Effecten voor Star Trek: The Motion Picture
- 1982 - Nominatie voor Beste Speciale Effecten voor Blade Runner

BAFTA
- 1982 - Nominatie voor Beste Speciale Effecten voor Blade Runner

Academy of Science Fiction, Fantasy & Horror Films, USA-George Pal Memorial Award
- 1985 prijs voor zijn hele oeuvre

Academy of Science Fiction, Fantasy & Horror Films, USA-Saturn Award
- 1980 voor Beste Speciale Effecten voor Star Trek: The Motion Picture
- 1983 Nominatie voor Beste Speciale Effecten voor Blade Runner
- 1984 Nominatie voor Beste Speciale Effecten voor Brainstorm

International Monitor Award and American Society of Cinematographers
- 1996 Lifetime Achievement Award

## Oeuvre
- 1968 - 2001: A Space Odyssey (speciale effecten)
- 1968 - Candy (begin en eindscènes)
- 1971 - The Andromeda Strain (speciale effecten)
- 1972 - Silent Running (regie en speciale effecten)
- 1973 - The Starlost (tv-serie, speciale effecten en uitvoerend producent)
- 1977 - Close Encounters of the Third Kind (speciale effecten)
- 1978 - Night of Dreams (korte film) (regie)
- 1979 - Star Trek: The Motion Picture (speciale effecten)
- 1980 - The Starlost: Deception (tv-film) (uitvoerend producent)
- 1982 - Blade Runner (speciale effecten)
- 1983 - Brainstorm (regisseur, producent en speciale effecten)
- 1983 - Big Ball (korte film) (regie)
- 1983 - New Magic (korte film) (regie)
- 1985 - Let's Go (korte film) (regie)
- 1985 - Tour of the Universe (korte film) (regie)
- 1989 - Leonardo's Dream (korte film) (regie)
- 1990 - To Dream of Roses (uitvoerend producent)
- 1991 - Back to the Future Ride (korte film) regie
- 1993 - In Search of the Obelisk (korte film) (regie en producent)
- 2011 - The Tree of Life (speciale effecten)